# Cueva de los Gavilanes
La cueva de los Gavilanes es un complejo de grutas a orillas del río Acarigua, concretamente en el municipio Araure, estado Portuguesa, Venezuela. El nombre se debe a que los lugareños erróneamente calificaban de gavilanes a la especie de Guácharos que habitan la serie de cuevas, dos de ellas en forma de túneles por donde circula el agua del río sobre arena. Es una de las cuevas más importantes de la región venezolana de los Llanos. 

## Ubicación
Las cuevas de los Gavilanes se encuentra en el noroeste del municipio Araure en las proximidades de Araure, capital del municipio. Ubicada en el caserío Quebrada Seca donde conluyen los ríos Amarillo y Negro. El subir por la ruta del caserío El Salvaje, llamada así por la conocida quebrada Salvaje que la atraviesa, se puede acceder al Salto El Chimborazo de 15 metros de altura. Cuando se sube por el Barrio Divino Niño de Araure en dirección del poblado las «Quebraditas del Cerro», a 19 kilómetros, se puede acceder al Salto El Perol de 20 metros de altura ubicada en el caserío Ajal y el Salto de Angostura de 18 metros de altura.